# Енциклопедія Трипільської цивілізації
Енциклопедія трипільської цивілізації (ЕТЦ) — енциклопедичне видання, присвячене дослідженню трипільської культури. Перша спроба створення зводу та систематизації всієї відомої інформації про трипільську культуру, а також старожитностей, зібраних в музеях, наукових фондах та приватних колекціях. Видана у двох томах у Києві 2004 року.
Видання має на меті зробити широкодоступними наукові факти, результати досліджень багатьох поколінь науковців, які займалися і займаються трипільською культурою як в Україні, так і за її межами. Автори енциклопедії заявляють про намагання підбити певні підсумки понад 130-річних досліджень трипільської культури.
В енциклопедії розгляд пам'яток трипільської культури обмежено лише тими, що територіально відносяться до України, а створення праці, яка б охопила всю трипільську ойкумену, автори з самого початку роботи відклали на майбутнє.
У написанні енциклопедії взяли участь 65 авторів з України, Молдови, Польщі, Росії, Румунії, США.

## Зміст
| Зміст енциклопедії |
| --- |
| Том 1. Передмова. Передмова до першого тому (книга перша). Розділ 1. Трипільська культура. Історія досліджень. Польові дослідження. Наукові дослідження. Розділ 2. Периодизація та хронологія трипільської культури Періодизація трипільської культури. Абсолютне датування трипільської культури. Походження трипільської культури. Пізній період трипільської культури. Розділ 3. Економіка трипільської культури Природні умови існування племен трипільської культури. Культурні рослини. Хліборобство трипільських племен. Збиральництво — використання ресурсів рослинного світу. Тваринництво та мисливство у трипільських племен на території України. Тваринництво трипільської культури. Використання мінеральної сировини населенням трипільської культури. Металургія трипільської культури. Металообробне виробництво трипільської культури. Видобуток та обробка кременю. Гончарне виробництво племен трипільської культури. Розділ 4. Архітектура поселень трипільської культури Планування поселень трипільської культури. Споруди трипільської культури. Розділ 5. Духовна культура трипільських племен Сакральний світ трипільської цивілізації. Дослідження семантики трипільських артефактів. Сонячний човен. Символіка артефактів трипільської культури. Антропоморфна пластика з реалістичними рисами з Буго-Дніпровського межиріччя. Розділ 6. Знакові системи трипільської культури Історія досліджень змістовного значення трипільсько-кукутенської орнаментації. Мальований орнамент посуду трипілля-кукутень (етапи ВІІ-СІІ-γІІ) як джерело вивчення світосприймання давнього населення. Ранні знакові системи (трипілля А-ВІ-ВІ-ІІ). Знакові системи трипільсько-кукутенської спільності (етапи ВІІ-СІІ) і писемність. Об'ємні глиняні символи трипільської культури. Розділ 7. Антропологічний склад населення трипільської культури Розділ 8. Озброєння і військова справа у племен трипільської культури Розділ 9. Трипільська культура в європейському контексті Додатки Трипільська культура у сучасному міфотворенні. Реставрація кераміки трипільської культури. Оцінка археологічних знахідок трипільського часу. Археологічні пам'ятки трипільської культури на території України. Реєстр. Список скорочень. Список авторів Енциклопедії. Том 2. Передмова. Словникова частина. Іменний покажчик. Покажчик пам'яток. Додаток. Вступне слово. Трипілля — вікно у початок історії. Відкриймо таємницю роду. Стан і перспективи досліджень, охорони та популяризації трипільської цивілізації. Концепції автохтонного, міграційного походження племен трипільської культури та їх зв'язок з теорією постійності землеробського населення в Україні. Стан вивчення трипільської культури — занепад української археології. Організація та початок діяльності українського благодійного фонду «Трипілля». Сящене коло. Палеоботанічні дослідження. Мисливство трипільських племен України. До питання продуктивності трипільського землеробства і тваринництва. Експонати трипілля у фондах районного музею. «Трипільська культура» — то Аратта, найдавніша держава. Сучасні проблеми досліджень трипільської цивілізації. |

ЕТК складається з двох томів — вступного та енциклопедичного.

### Перший том
У першому томі ЕТЦ вміщено інформацію, яка дає можливість ознайомитись із цілісною картиною трипільської культури в усіх її проявах.
Перший том складається з двох книг. Книга перша являє собою збірку нарисів з історії дослідження трипільської культури, хронології, економіки, повсякденного життя населення трипільської культури, знакових систем, духовного життя, антропології, розвитку військової справи у Трипіллі. Книга друга першого тому — це альбом найвидатніших старожитностей трипільської культури з Національного музею історії України, Львівського державного історичного музею, Одеського археологічного музею НАН України, фондів Інституту археології НАН України, Київського областного археологічного музею, приватної колекції «ПЛАТАР» (скоробагатьки Платонов і Таратута). Тут також розміщено бібліографію і реєстр пам'яток трипільської культури. Реєстр є на сьогодні найбільш повним, охоплює 2040 пам'яток з 20 областей України.

### Другий том
Другий том являє собою енциклопедичний словник, в якому в алфавітному порядку розміщено 870 енциклопедичних статей, з яких 176 присвячені біографіям дослідників трипільської культури, 206 — пам'яткам трипільської культури, 41 — окремим культурним типам, 27 — знахідкам, 33 — пов'язаним з трипільською культурою культурно-історичним спільнотам, 229 статей присвячені поняттям і термінам, 30 — науковим організаціям і експедиціям, 46 — музеям, 32 — конференціям, виставкам, колекціям, збіркам та інші статті. Статті мають бібліографії.
Перша частина ЕТЦ відбиває точку зору на суть трипільської цивілізації, яка репрезентує погляд сучасної академічної науки. У додатку до другого тому ЕТЦ окремо зібрані так звані альтернативні погляди, які, подекуди, розходяться з офіційними. У передмові до додатку зазначається, що видавці не розділяють цю точку зору, але все ж таки вважають за можливе публікацію додатку, який містить альтернативні погляди.
Загалом у двох томах ЕТЦ вміщено близько 3000 ілюстрацій, переважно — кольорових, більшість фотознімків публікується вперше